# 刘荣礼
刘荣礼（？—），男，中华人民共和国政治人物，曾任中共湖北省委常委、政法委书记，湖北省公安厅厅长，副总警监，湖北省人大常委会副主任。